# Louis Jahan
Pour les articles homonymes, voir Jahan.
Louis-Henry-Auguste Jahan est un homme politique français né le 21 décembre 1811 à Sully-sur-Loire dans le département du Loiret et mort le 1er février 1894 à Paris,.

## Biographie
Il est le fils de René Henry Jahan, médecin, et de Angélique Edme Durand des Herpinières.
Il suit ses études au lycée d'Orléans et obtient une licence en droit à la faculté de Paris, en 1834. Inscrit au barreau, il entre peu après, en qualité d'auditeur, au conseil d'État en 1838. D'opinions conservatrices, il est momentanément rendu à la vie privée par la Révolution française de 1848 ; mais la réaction de 1849 le propulse chef de cabinet de Théobald de Lacrosse, ministre des Travaux publics ; il remplit aussi les mêmes fonctions auprès du ministre de l'Intérieur. 
Rentré au conseil d'État, il se rallie à l'Empire, est promu en 1855 maître des requêtes de première classe, et conseiller d'État en 1864. Comme tel, il eut plusieurs fois à soutenir, au Corps législatif, divers projets de loi relatifs aux chemins de fer. 
Admis à la retraite après le 4 septembre 1870, il aborde la carrière parlementaire le 30 janvier 1876. Candidat aux élections sénatoriales dans le Loiret, il est élu. Jahan siège à droite et fait partie du groupe impérialiste, avec lequel il vote pour la demande de dissolution de la Chambre demandée par le cabinet de Broglie (23 juin 1877). Il soutient le gouvernement du Seize-Mai, se déclare partisan de la résistance lors des élections républicaines du 14 octobre, et faillit être nommé ministre des Travaux publics, après la retraite d'Albert de Broglie et d'Oscar Bardi de Fourtou. Il se prononce contre la politique inaugurée par Dufaure, et, lors du premier renouvellement triennal du Sénat, le 5 janvier 1879, échoue. 
Membre du conseil général du Loiret pour le canton de Sully-sur-Loire, il avait été secrétaire, puis président de ce conseil de 1868 à 1878.
Il est fait chevalier de la Légion d'honneur le 29 avril 1847 puis élevé au grade d'officier de la Légion d'honneur en 1849.